# Lijst van oratoria van Johann Sebastian Bach
Lijst van oratoria en passies van Johann Sebastian Bach met BWV-nummer.
- BWV 11 - Lobet Gott in seinen Reichen (Hemelvaartsoratorium)
- BWV 243 - Magnificat in D
- BWV 243a - Magnificat in Es
- BWV 244 - Matthäus-Passion
- BWV 244a - Klagt Kinder, klagt es aller Welt
- BWV 244b - Jesum lass' ich nicht von mir
- BWV 245 - Johannes-Passion
- BWV 245a - Aria aus der 2. Fassung der Johannespassion
- BWV 245b - Aria aus der 2. Fassung der Johannespassion
- BWV 245c - Aria aus der 2. Fassung der Johannespassion
- BWV 246 - Lukas-Passion
- BWV 247 - Markus-Passion
- BWV 248 - Weihnachtsoratorium
- BWV 249 - Paasoratorium (Kommt, eilet und laufet)
- BWV 249a - Entfliehet, verschwindet, entweichet, ihr Sorgen
- BWV 249b - Verjaget, zerstreuet, zerruttet, ihr Sterne
- BWV 1088 - So heb ich denn mein Auge sehnlich auf

cantates · motetten · missen · oratoria en passies · vierstemmige koralen · liederen en aria's · orgelwerken · klavecimbelwerken · kamermuziek · orkestwerken · overige werken